# 八月三十一日，我在奧斯陸
《八月三十一日，我在奧斯陸》 （挪威語：Oslo, 31. august）是2011年由挪威導演尤沃金·提爾所執導的電影作品，大致改編自皮埃爾·德里厄·拉羅謝爾的小說《鬼火》，於第64屆坎城影展一種注目單元首映。

## 劇情
即將戒毒期滿的34歲青年昂納許(安德斯·丹尼爾森·李飾演)，在夏末陽光普照的奧斯陸裡試圖想要重回生活正軌，他拜訪朋友、面試工作、參加派對，還嘗試聯絡前女友，卻發現自己還是徒勞無功，被過去記憶的夢魘所纏住；明明還很年輕，卻彷彿生命各方面都已走到了盡頭。

## 獎項
| 獎項                   | 類別                 | 受獎者                                  | 階段／結果 |
| ---------------------- | -------------------- | --------------------------------------- | ---------- |
| 坎城影展               | 一種注目單元最佳影片 | 《八月三十一日，我在奧斯陸》            | 提名       |
| 安曼達獎               | 最佳導演             | 尤沃金·提爾                             | 獲獎       |
| 安曼達獎               | 最佳男主角           | 安德斯·丹尼爾森·李                      | 提名       |
| 安曼達獎               | 最佳攝影             | Jakob Ihre                              | 提名       |
| 安曼達獎               | 最佳剪輯             | Olivier Bugge Coutté                    | 獲獎       |
| 安曼達獎               | 最佳音效             | Gisle Tveito                            | 提名       |
| 安曼達獎               | 最佳製作設計         | Solfrid Kjetså與Jørgen Stangebye Larsen | 提名       |
| 斯德哥爾摩影展         | 銅馬獎               | 《八月三十一日，我在奧斯陸》            | 獲獎       |
| 凯撒电影奖             | 最佳外國電影         | 《八月三十一日，我在奧斯陸》            | 提名       |
| 波迪獎                 | 最佳非美國電影       | 《八月三十一日，我在奧斯陸》            | 提名       |
| 波士頓線上影評人協會獎 | 年度十大電影         | 《八月三十一日，我在奧斯陸》            | 第6位      |
| 波士頓線上影評人協會獎 | 最佳外語片           | 《八月三十一日，我在奧斯陸》            | 獲獎       |
| 北卡羅萊納影評人協會獎 | 最佳外語片           | 《八月三十一日，我在奧斯陸》            | 提名       |
| 國際影迷協會獎         | 最佳非英語片         | 《八月三十一日，我在奧斯陸》            | 第5位      |
| 國際影迷協會獎         | 最佳男主角           | 安德斯·丹尼爾森·李                      | 提名       |
| 國際影迷協會獎         | 最佳改編劇本         | 尤沃金·提爾與艾斯基·佛格                | 獲獎       |

## 外部連結
- 互联网电影数据库（IMDb）上《八月三十一日，我在奧斯陸》的资料（英文）
- 爛番茄上《八月三十一日，我在奧斯陸》的資料（英文）